# Autriche aux Jeux olympiques de 1908
L'équipe olympique d'Autriche participe aux Jeux olympiques de 1908 à Londres. Elle y remporte une médaille : une en bronze, se situant à la dix-neuvième place des nations au tableau des médailles.

## Médailles
| Médaille | Discipline | Épreuve               | Athlète     |
| -------- | ---------- | --------------------- | ----------- |
| Bronze   | Natation   | 400 mètres nage libre | Otto Scheff |